# Мис Столбчатий

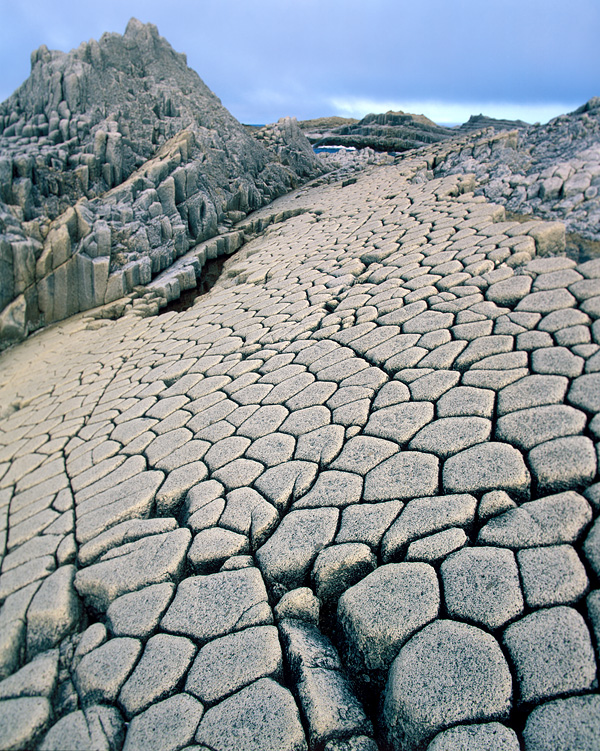

Мис Столбчатий (рос. Столбчатый) — мис на острові Кунашир, який належить до Південних Курил. Розташований приблизно за 15 км від Южно-Курильська. 25-кілометрова протока відокремлює мис від Японії.
Мис являє собою геологічне утворення у вигляді суцільного кам'яного виступу, що підіймається на самому березі моря високою прямовисною стіною. Вулканічні породи утворили вузькі 4-х, 5-ти і 6-ти кутові стовпи. Біля підніжжя стовпчастої стіни безладно лежать, ніби відпиляні дрова, відшліфовані бруски. Вирівняна морськими хвилями прибережна платформа створює ілюзію вимощеного паркету, а одиночні стовпи, що збереглися від руйнування, схожі на залишки зламаної огорожі.
Мис Столбчатий занесений в реєстр ЮНЕСКО як пам'ятка природи світового значення.